# Хлібний кошик Молотова

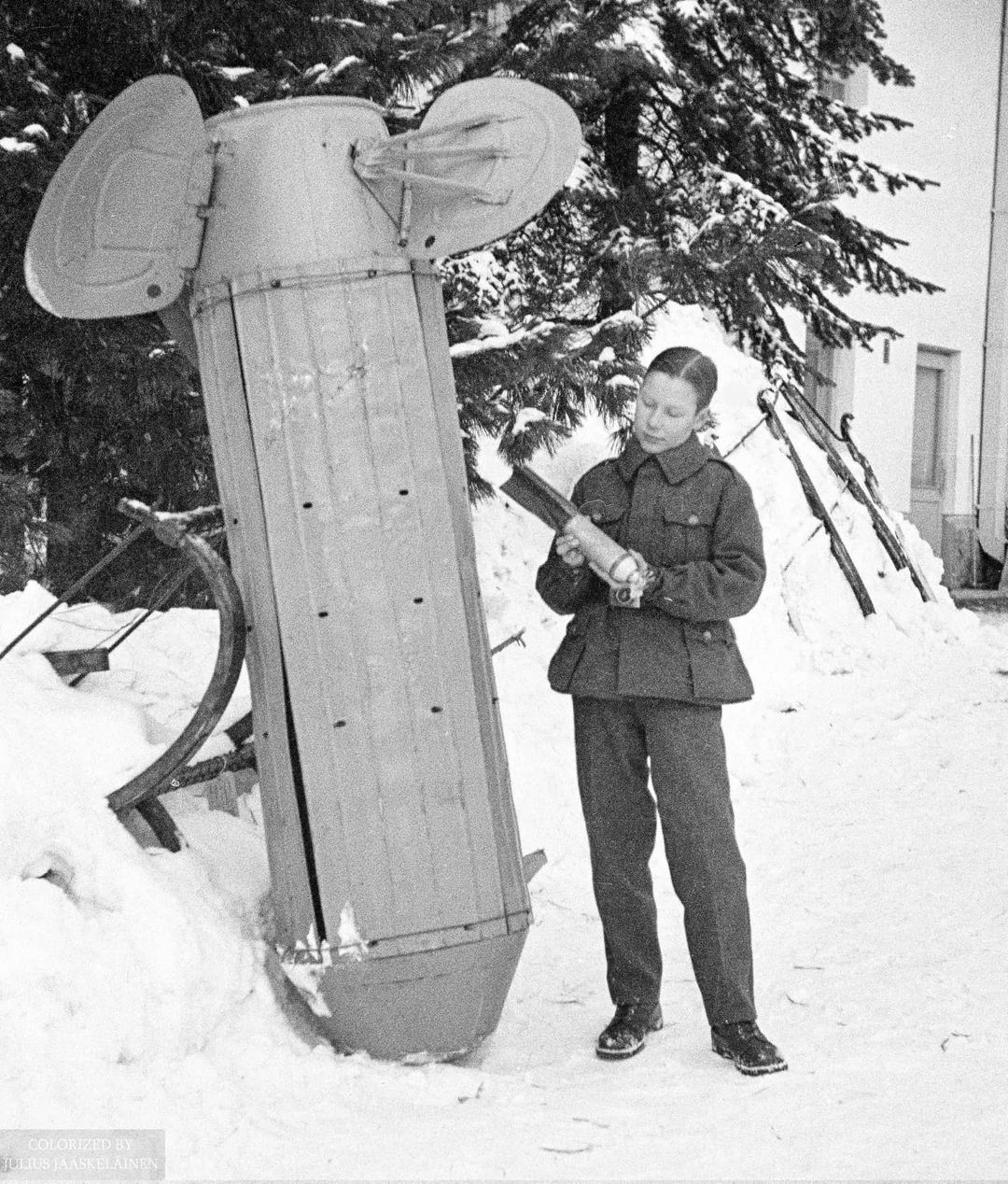
Радянський «хлібний кошик» Молотова, або РРАБ-3, з котрого розкидались малі запалювальні бомби.

«Хлі́бний ко́шик» Мо́лотова (фін. Molotovin leipäkori) — це фінська назва радянської касетної бомби РРАБ-3 (рос. ротативно-рассеивающая авиабомба), котра складалась з високовибухового заряду та десятків маленьких запалювальних бомб. Їх скидали на міста у Фінляндії під час Другої світової війни протягом зими 1939—1940 років. Бомба виглядала як циліндр 2,25 м завдовжки і 0,9 м у діаметрі.
У 1939 році радянський міністр закордонних справ В'ячеслав Молотов, стверджував, що Росія не скидала бомб на Фінляндію, а лише розповсюджувала з літаків їжу для голодних фінів. Від так прижилась назва цієї бомби, як «Хлібний кошик» Молотова, а запалювальна суміш у пляшці, яку фіни використовували проти радянських танків, називалась «Коктейль для Молотова», надалі збереглася скорочена форма — «Коктейль Молотова».